# 綠光劇團
綠光劇團（英語：Greenray Theatre Company）成立於1993年，為紙風車文教基金會下，以成年人為主要觀眾群的舞台劇團，創團團長為羅北安。
1997年，綠光劇團成立「表演學堂」，提供民眾接觸戲劇表演的機會，並接受訓練藝人的課程。2003年起，承辦第一至三屆文建會臺灣國際讀劇節。

## 演出型式
以原創的中文歌舞劇為主要演出的內容。2001年，吳念真加入綠光劇團的編導行列，開始國民戲劇系列，以《人間條件》系列為主要作品。2003年起，推出《世界劇場》系列，以不必出國也可以看到國際間精彩劇作為目的所推出的演出。2010年起，推出《台灣文學劇場》系列，希望透過舞台劇的形式，認識台灣優秀的文學作品。

## 歷年作品

### 原創音樂劇系列
- 站在屋頂上唱歌（1993）
- 領帶與高跟鞋（1994）
- 都是當兵惹的禍（1995）
- 結婚？結昏！—辦桌（1997）
- 領帶與高跟鞋PART II—同學會（1998）
- 綠光PUB劇場I－台北秀秀秀（1998）
- 黑道害我真命苦（2000）
- 台北秀秀秀II（2002）
- 再會吧！北投（2018）

### 國民戲劇系列
- 人間條件—滿足心中的缺憾快感（2001）
- 人間條件2—她和她生命中的男人們（2006）
- 人間條件3—台北上午零時（2006）
- 人間條件4—一樣的月光（2009）
- 人間條件5-男性本是漂泊心情（2012）
- 人間條件6—未來的主人翁（2014）
- 人間條件7-我是一片雲 (2021)
- 人間條件8-凡人歌 (2023)

### 世界劇場系列
- 明年此時（2003）
- 愛情看守所（2003）
- 將你的手放在我的手心（2004）
- 憂鬱的安妮（2005）
- 求證（2005）
- 手牽手紀念日（2006）
- 人鼠之間（2007）
- 出口（2008）
- 幸福大飯店（2009）
- 文明的野蠻人（2010）
- 開心鬼（2011）
- 外遇，遇見羊（2012）
- Closer情迷（2013）
- 八月，在我家（2014）

### 臺灣文學劇場系列
- 清明時節（2010）
- 單身溫度（2013）
- 押解（2015）

### 其它
- 青春小鳥（2001）
- 愛情沸點八度半（2002）
- 陪你唱歌（2002）
- 女人要愛不要懂（2000），音樂取材自《風流寡婦》
- 月亮在我家（2004），原著為百老匯音樂劇《The Fantasticks》。

### 校園巡迴系列
- 小王子
- 人間條件（校園版）

## 臺灣國際讀劇節
2003年起承辦文建會主辦的臺灣國際讀劇節，共舉辦三屆。

## 週邊商品
- 《領帶與高跟鞋PARTII－同學會》原聲CD(1999)，十月影視
- 入圍第11屆金曲獎非流行音樂作品類：最佳專輯製作人獎(陳揚／《同學會》)
- 《結婚？結昏！－辦桌[典藏版]》原聲CD(1999)，十月影視
- 入圍第11屆金曲獎非流行音樂作品類：最佳作曲人獎（陳揚／辦桌快樂多）、最佳作詞人獎（羅北安／長大一點點）
- 《台北秀秀秀》影像DVD(1999)，皇統多媒體
- 人間條件【完整典藏版】劇本書附贈精簡版影像DVD圓神出版社社
- 《人間條件2-她與她生命中的男人們》劇本書附贈影像DVD圓神出版社
- 《人間條件3-台北上午零時》劇本書附贈影像DVD圓神出版社
- 《人間條件4-一樣的月光》劇本書附贈影像DVD圓神出版社
- 《人間條件5：男性本是漂泊心情 附完整版DVD圓神出版社
- 《人間條件6：未來的主人翁(附完整版DVD)圓神出版社

## 外部連結
- 綠光劇團官方網站 （页面存档备份，存于）
- 綠光劇團的Facebook專頁
- YouTube上的綠光劇團頻道